# Minettia cypriota
Minettia cypriota är en tvåvingeart som beskrevs av Papp 1981. Minettia cypriota ingår i släktet Minettia och familjen lövflugor. Inga underarter finns listade i Catalogue of Life.